# Andrew Harris (Tennisspieler)
Andrew Harris (* 7. März 1994 in Melbourne, Victoria) ist ein ehemaliger australischer Tennisspieler.

## Karriere
Andrew Harris war auf der ITF Junior Tour erfolgreich. Nach seiner ersten Grand-Slam-Turnier-Teilnahme im Jahr 2011 bei den Australian Open dank einer Wildcard, konnte er ein Jahr später im Einzel mit dem Achtelfinale sein bestes Abschneiden erreichen. Im Doppel stand er mit Nick Kyrgios sogar im Halbfinale. In Paris und Wimbledon gewann er mit Kyrgios jeweils den Titel im Doppel. Anfang des Jahres 2012 hatte er mit Platz 6 seine höchste Platzierung in der Junioren-Rangliste erreicht.
Im Jahr 2013 begann Harris ein Studium an der University of Oklahoma. Dort spielte er unter Trainer John Roddick, dem Bruder von Andy Roddick auch College Tennis. Er schloss sein Studium 2017 ab.
Schon während seines Studiums spielte er Profiturniere. So gewann er schon 2013 im Einzel seinen ersten Future-Titel und zog beim Challenger in Happy Valley das erste Mal auf diesem Niveau in ein Halbfinale ein. Auf dem Weg dorthin gewann er mit Andrei Kusnezow auch erstmals gegen einen Top-100-Spieler. Während dieser Zeit konnte er sich stets in den Top 700 der Weltrangliste halten.
Mit seinem zweiten Futuretitel Ende 2017 konnte Harris das Jahr erstmals in den Top 500 beenden und spielte 2018 häufiger auf der Challenger Tour. In Launceston erreichte er abermals das Halbfinale. Ein Jahr später in Chennai zog der Australier ins erste Challenger-Endspiel ein. Dort unterlag er dem Franzosen Corentin Moutet in zwei Sätzen. Durch weitere starke Ergebnisse – das Halbfinale in Yokohama, sein zweites Finale in Busan (Niederlage gegen Ričardas Berankis) – stand er in der Weltrangliste auf Platz 221 und konnte somit an der Qualifikation von Wimbledon teilnehmen. Dort unterlag er in der letzten Runde erneut Moutet. Auch bei den US Open konnte er sich nicht qualifizieren. Kurz vor Ende des Jahres erreichte Harris sein drittes Endspiel des Jahres in Traralgon gegen Marc Polmans. Kurz zuvor hatte er im Doppel in Ningbo an der Seite von Polmans seinen ersten Titel im Doppel gewonnen.
2020 kam Harris dank einer Wildcard zu seinem einzigen Grand-Slam-Turniereinsatz im Einzel. Er verlor zum Auftakt gegen Matteo Berretini. Ende 2019 war er im Einzel mit Rang 159 am höchsten gelistet. Ab 2022 war er ausschließlich im Doppel aktiv. Bis September 2023 gewann er insgesamt sechs Challenger-Titel im Doppel. Ebenfalls 2023 kam er zu seinem einzigen Finaleinzug auf der ATP Tour, als er mit Dominik Koepfer das Endspiel in Los Cabos erreichte. Das Jahr wurde das einzige, das er in den Top 100 der Weltranliste abschloss, der höchste Rang wurde Platz 84. Mitte 2024 war er letztmals auf der Profitour aktiv.
Nach seiner aktiven Zeit arbeitete er zeitweise als travelling coach von James Duckworth.

## Persönliches
Harris Mutter ist die ehemalige australische Tennisspieler Anne Minter, die in ihrer Karriere Platz 23 der Weltrangliste erreichte.
Er ist mit der Tennisspielerin Desirae Krawczyk in einer Beziehung.

## Erfolge
| Legende (Anzahl der Siege)  |
| Grand Slam                  |
| ATP World Tour Finals       |
| ATP World Tour Masters 1000 |
| ATP World Tour 500          |
| ATP World Tour 250          |
| ATP Challenger Tour (7)     |

### Doppel

#### Turniersiege
| Nr. | Datum              | Turnier     | Belag         | Partner            | Finalgegner                          | Ergebnis           |
| --- | ------------------ | ----------- | ------------- | ------------------ | ------------------------------------ | ------------------ |
| 1.  | 21. Oktober 2019   | Ningbo      | Hartplatz     | Marc Polmans       | Alex Bolt Matt Reid                  | 6:0, 6:1           |
| 2.  | 4. Juni 2022       | Little Rock | Hartplatz     | Christian Harrison | Robert Galloway Max Schnur           | 6:3, 6:4           |
| 3.  | 16. Juli 2022      | Rome        | Hartplatz (i) | Enzo Couacaud      | Ruben Gonzales Reese Stalder         | 6:4, 6:2           |
| 4.  | 12. November 2022  | Matsuyama   | Hartplatz     | John-Patrick Smith | Toshihide Matsui Kaito Uesugi        | 6:3, 4:6, [10:8]   |
| 5.  | 11. Februar 2023   | Teneriffa   | Hartplatz     | Christian Harrison | Luke Johnson Sem Verbeek             | 7:66, 6:74, [10:8] |
| 6.  | 10. Juni 2023      | Tyler       | Hartplatz     | Alex Bolt          | Evan King Reese Stalder              | 6:1, 6:4           |
| 7.  | 16. September 2023 | Cary        | Hartplatz     | Rinky Hijikata     | William Blumberg Luis David Martínez | 6:4, 3:6, [10:6]   |

#### Finalteilnahmen
| Nr. | Datum          | Turnier   | Belag     | Partner         | Finalgegner                              | Ergebnis |
| --- | -------------- | --------- | --------- | --------------- | ---------------------------------------- | -------- |
| 1.  | 5. August 2023 | Los Cabos | Hartplatz | Dominik Koepfer | Santiago González Édouard Roger-Vasselin | 4:6, 5:7 |